# Ermenegildo Pini
Carlo Ermenegildo Pini, citato anche come Ermenegildo Pino e noto ai suoi tempi come Padre Pini, (17 giugno 1739 – 3 gennaio 1825) è stato un matematico, naturalista e architetto italiano.

## Biografia
Dopo aver studiato teologia ed esser divenuto sacerdote barnabita, diventò docente di matematica e, in seguito, di Storia naturale presso le Scuole Arcimbolde a Milano e curatore delle collezioni naturalistiche del relativo museo. Nel 1782 fu nominato delegato delle miniere della Lombardia sotto il dominio austriaco, incarico che mantenne anche sotto la dominazione napoleonica. Ricoprì anche il ruolo di deputato della Consulta di Lione.
In ambito architettonico progettò la Basilica collegiata di San Giuseppe di Seregno e i lavori per l'adattamento del palazzo del principe Antonio Tolomeo Trivulzio ad "Albergo de' Poveri" poi conosciuto come Pio Albergo Trivulzio.
A lui si devono la prima descrizione dell'adularia, una varietà dell'ortoclasio e del minerale tremolite con il nome di "scerlo bianco" in seguito ai suoi viaggi nell'area del Massiccio del San Gottardo nel 1780, nel 1781 e nel 1783.
Il Pini morì ottantasettenne a Milano nel 1825 e venne sepolto al Cimitero del Gentilino, oggi non più esistente; sulla tomba una lapide intitolata al sacerdote ne elencava i meriti e i titoli.

## Opere

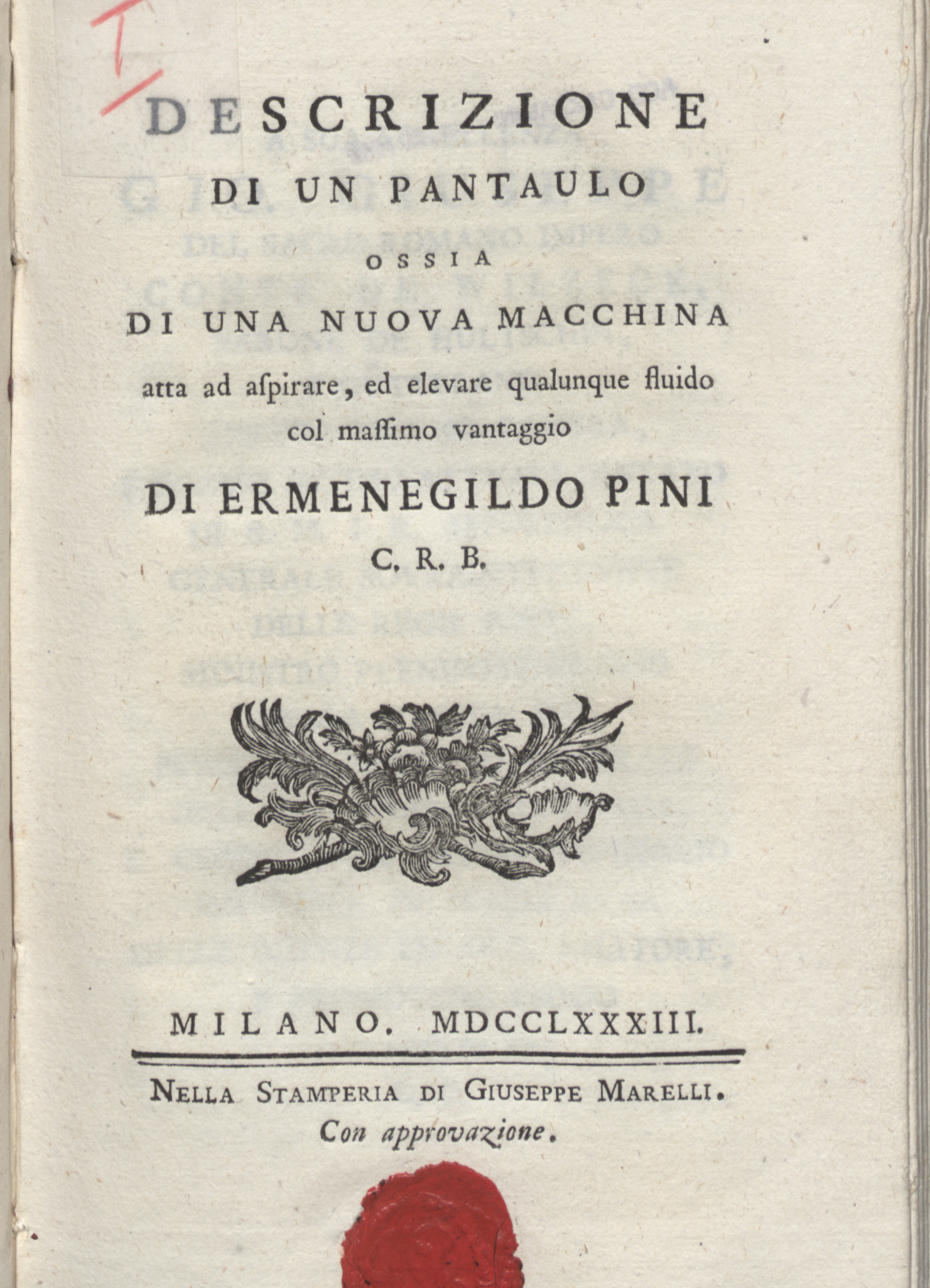
Descrizione di un pantaulo (1783)

- Descrizione di un pantaulo ossia di una nuova macchina atta ad aspirare, ed elevare qualunque fluido col massimo vantaggio di Ermenegildo Pini C.R.B., Milano, nella Stamperia di Giuseppe Marelli, 1783.